# Angel (Akon)
Angel è un brano musicale del cantante statunitense Akon, pubblicato il 17 settembre 2010 come singolo. Il singolo è arrivato sino alla cinquantaseiesima posizione della Billboard Hot 100.

## Tracce
Digital Download
1. Angel - 3:35

## Classifiche
| Classifica (2010)   | Posizione più alta |
| ------------------- | ------------------ |
| Australia           | 57                 |
| Belgio (Fiandre)    | 5                  |
| Belgio (Vallonia)   | 6                  |
| Brasile             | 13                 |
| Billboard Hot 100   | 13                 |
| Billboard Pop Songs | 31                 |
| Canada              | 37                 |
| Finlandia           | 10                 |
| Nuova Zelanda       | 20                 |
| Svezia              | 23                 |